# Bound for Glory (2010)
L'édition 2010 de Bound for Glory était la 6e édition de Bound for Glory, une manifestation annuelle de catch professionnel télédiffusée et visible uniquement en paiement à la séance. L'événement, produit par la fédéraation Total Nonstop Action Wrestling (TNA), a eu lieu 10 octobre 2010 (10/10/10) à l'Ocean Center de la ville de Daytona Beach, aux États-Unis.
Huit matchs ont eu lieu lors du show, notamment le main-event, la finale du tournoi pour le Championnat du Monde poids-lourds. Lors de ce Three-Way No Disqualification match où Jeff Hardy devint le nouveau champion en battant Kurt Angle et Mr. Anderson. Parallèlement, la Team 3D annonça également sa retraite lors du show.

## Contexte
Les spectacles de la Total Nonstop Action Wrestling en paiement à la séance sont constitués de matchs aux résultats prédéterminés par les scénaristes de la TNA, justifiés par des rivalités ou qualifications survenues dans les émissions de la TNA telles que Impact et Xplosion.
Les scénarios ici présentés sont la version des faits telle qu'elle est présentée lors des émissions télévisées. Elle respectent donc le Kayfabe de la TNA.

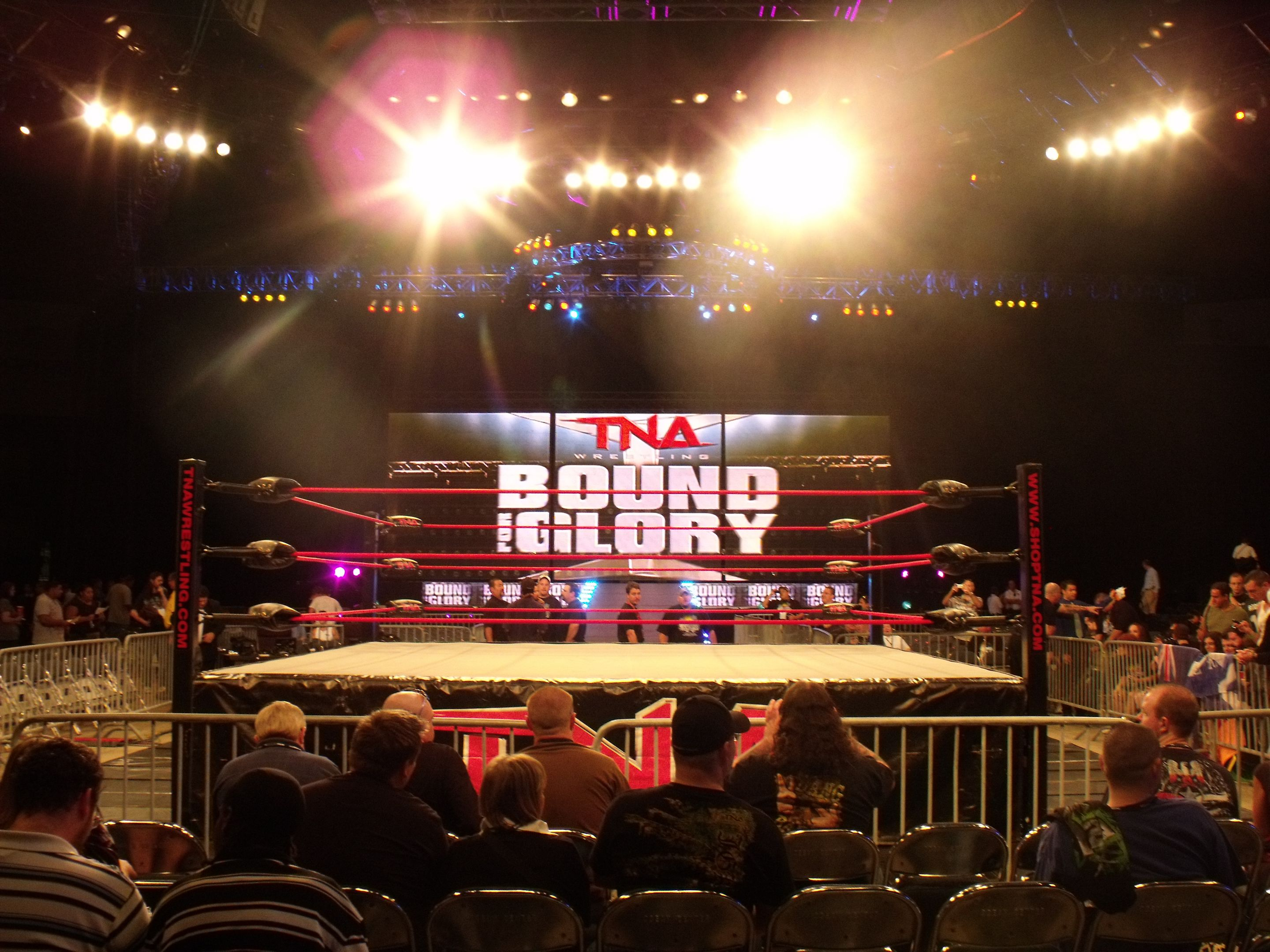
Ring et Titantron lors de BFG 2010

Le premier match annoncé par la fédération fut la finale du tournoi pour le Championnat du Monde poids-lourds, laissé vacant pour cause de blessure (scénaristique) du champion Rob Van Dam. Cette finale, qui devait être un match simple, fut transformé en Three-Way match du fait que lors des demi-finales à No Surrender le match entre Kurt Angle et Jeff Hardy se termina en no contest. Le match devint donc un match à trois, avec comme troisième participant Mr. Anderson qui lors de la même soirée avait battu D'Angelo Dinero. Angle mit ensuite officiellement en jeu sa carrière durant le match: en cas de défaite, il doit prendre sa retraite.
Parallèlement, l'ancien champion Rob Van Dam fit son retour en entre an rivalité avec l'homme qui l'avait blessé, Abyss. Un match fut annoncé à Bound for Glory entre les deux hommes. Lors du l'Impact du 7 octobre, leur match devient officiellement un Monster's Ball match.
Un Four Corners match pour le Championnat féminin des Knockout fut annoncé lors de l'Impact! du 30 septembre entre la championne Angelina Love et les trois challengeuses Velvet Sky, Madison Rayne et Tara. Lors du show suivant, le 7 octobre, Mickie James, récemment engagée par la férération, devient l'arbitre officielle du match.

### Détails du tournoi
|  | Quarts de finale | Quarts de finale |                          |       | Demi-finales | Demi-finales |  |  | Finale | Finale |
|  | Quarts de finale | Quarts de finale |                          |       | Demi-finales | Demi-finales |  |  | Finale | Finale |
|  |                  |                  |                          |       |              |              |  |  |        |        |
|  |                  |                  |                          |       |              |              |  |  |        |        |
|  |                  |                  |                          |       |              |              |  |  |        |        |
|  | Jeff Hardy       | tombé            |                          |       |              |              |  |  |        |        |
|  | Jeff Hardy       | tombé            |                          |       |              |              |  |  |        |        |
|  | Rob Terry        | 03:17            |                          |       |              |              |  |  |        |        |
|  | Rob Terry        | 03:17            | Jeff Hardy               | NC    |              |              |  |  |        |        |
|  |                  |                  | Jeff Hardy               | NC    |              |              |  |  |        |        |
|  |                  | Kurt Angle       | 30:00                    |       |              |              |  |  |        |        |
|  | Kurt Angle       | Kurt Angle       | 30:00                    | sou   |              |              |  |  |        |        |
|  | Kurt Angle       |                  |                          | sou   |              |              |  |  |        |        |
|  | Douglas Williams | 04:52            |                          |       |              |              |  |  |        |        |
|  | Douglas Williams | 04:52            | Jeff Hardy vs Kurt Angle | tombé |              |              |  |  |        |        |
|  |                  |                  | Jeff Hardy vs Kurt Angle | tombé |              |              |  |  |        |        |
|  |                  | vs Mr. Anderson  | 17:38                    |       |              |              |  |  |        |        |
|  | Jay Lethal       | vs Mr. Anderson  | 17:38                    | tombé |              |              |  |  |        |        |
|  | Jay Lethal       |                  |                          | tombé |              |              |  |  |        |        |
|  | Mr. Anderson     | 04:11            |                          |       |              |              |  |  |        |        |
|  | Mr. Anderson     | 04:11            | Mr. Anderson             | tombé |              |              |  |  |        |        |
|  |                  |                  | Mr. Anderson             | tombé |              |              |  |  |        |        |
|  |                  | D'Angelo Dinero  | 16:58                    |       |              |              |  |  |        |        |
|  | D'Angelo Dinero  | D'Angelo Dinero  | 16:58                    | tombé |              |              |  |  |        |        |
|  | D'Angelo Dinero  |                  |                          | tombé |              |              |  |  |        |        |
|  | Matt Morgan      | 04:46            |                          |       |              |              |  |  |        |        |
|  | Matt Morgan      | 04:46            |                          |       |              |              |  |  |        |        |

### Début d'une nouvelle ère, l'ère Immortel

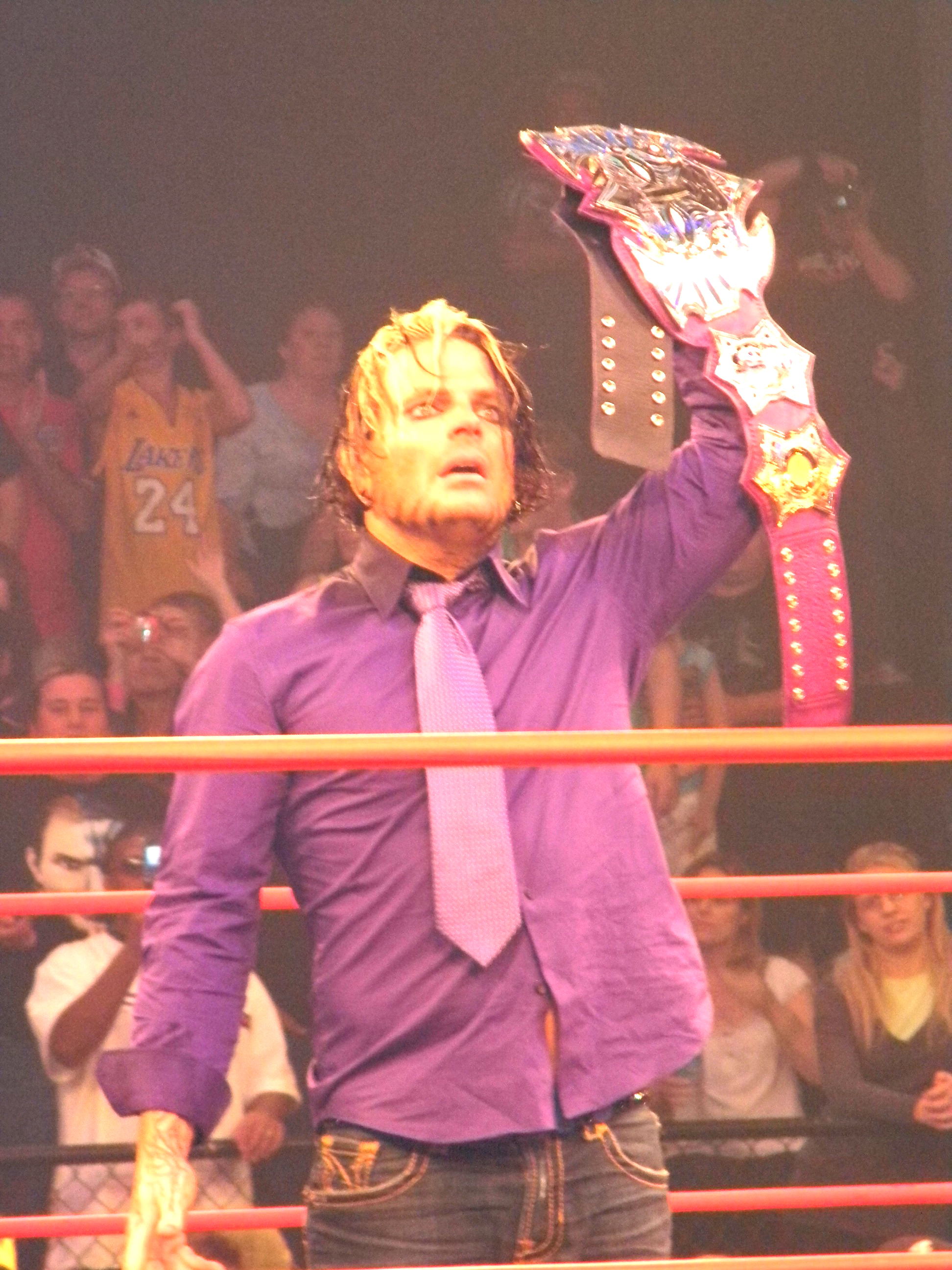
Jeff Hardy pendant son règne total avec les Immortals

À la fin du match de Championnat du Monde Poids Lourd, quand Kurt Angle, Mr. Anderson et Jeff Hardy étaient K.0. Eric Bischoff arrivait sur le ring et se préparait à porter un coup de chaise sur Kurt Angle, mais l'Immortal Hulk Hogan surgissant de nulle part, arriva sur le ring en béquilles et fit face à Eric Bischoff. L'un et l'autre se portait le regard, laissant monter une tension énorme sur le ring. Bischoff prit l'une des béquilles de Hulk Hogan et la mit en l'air, menaçant l'immortel. Jeff Hardy surgit à son tour en remontant sur le ring pour défendre le Hulkster. Alors que tout le monde croyait que Jeff Hardy allait défendre Hogan, il fit totalement l'inverse et dans le désespoir le plus total, assomma Kurt Angle et porta le Twist of Fate sur Mr. Anderson. Il se mit à faire le tombé sur Anderson et tout en parallèle Eric Bischoff donna des coups de pied à l'arbitre pendant qu'il faisait le compte. Jeremy Borash fit l'annonce suivante, mettant fin au match The winner of this match and the new TNA Heavyweight Champion at the World, Jeff Hardy (en français : Le gagnant du match et le nouveau Champion Poids Lourd du Monde de la TNA, Jeff Hardy). SoCal Val ammena la ceinture au main de Hogan qui remit la ceinture à Jeff Hardy. Eric Bishoff prit d'un coup la parole pour répété ce que l'annonceur de Ring avait dit juste avant, pendant ce temps la, Jeff Jarrett et Abyss rejoignirent Hogan, Bischoff & Hardy sur le ring pour montrer qu'un nouveau clan vient de naître. Rob Van Dam, interloquait de ce qu'il vennait de voir, couru jusqu'au ring et demanda à Jeff Hardy se qu'il a fait? Qu'est ce qu'il veinant de faire ? (notant que Jeff & RVD étaient des meilleurs amis et qu'Abyss avait blessé RVD pendant trois mois) Jeff Hardy ne répondit pas, regarda par terre en réfléchissant puis assomma RVD à l'aide de la ceinture. C'est à ce moment sous les yeux de Dixie Carter qui était abasourdi, qu'une nouvelle ère débuta, une ère sombre, une ère qui sème la panique, une ère de domination et surtout l'ère des Immortals.

### Conséquences

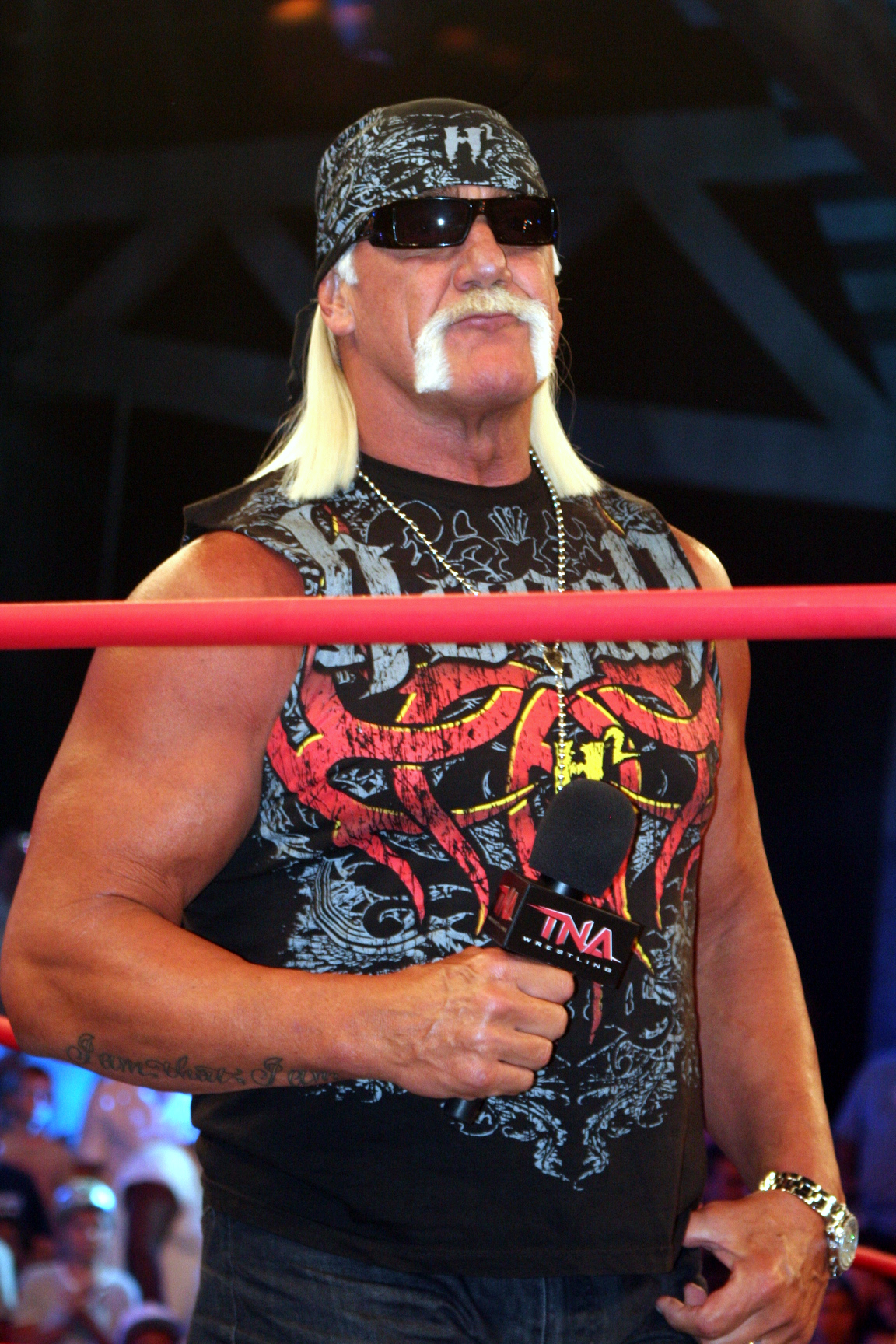
Hulk Hogan, leader des Immortals

Le jeudi suivant lors de TNA Impact!, Eric Bischoff et Hulk Hogan sont venus en premier sur le ring et ont parlé surtout des Immortals. Dont la façon ou les Immortels ont trompé Dixie Carter, qui n'avait rien vu de ce qu'ils préparaient et Dixie leur a fait confiance sans prendre conscience des répercussions que cela allait causer. Bischoff introduit premièrement Abyss. Hogan le surnomme My Son (Mon fils). Ce dernier dit que les Immortals ont pris le contrôle de la TNA.
Ensuite Bischoff introduit le fondateur de la TNA, Jeff Jarrett. Il commence par dire pourquoi il a fait ce choix. Premièrement car Dixie lui a volé la TNA, deuxièmement elle s'est introduite dans les bureaux et ne lui a laissé aucun pouvoir. Mais maintenant le nouveau régime va reprendre le pouvoir
Fortune arrive ensuite sur le ring et cite en premier que le clan domineur à la TNA n'est ni Immortal, ni EV.2. Flair dit que ça fait des années que Hogan lui gâche l'existence. Hogan et Flair allaient se combattre quand les deux se sont serrés dans les bras. Fortune & Immortal forme une alliance et personne ne pour faire que ces deux groupes se séparent.
Bischoff introduit maintenant le nouveau Champion du Monde de la TNA, Jeff Hardy. Il dit que les fans une perte de temps, ils les blâmes et dit qu'il est la raison de l'attaque de Abyss sur Rob Van Dam.
Lors de Final Resolution, une nouvelle ceinture du World Heavyweight Champion fut créée pour Jeff Hardy, et aussi pour le reste des Immortals, montant une domination total.
Ceci marqua le début d'une ère sombre à la TNA qui a duré un an jusqu'à Bound for Glory (2011), où Hulk Hogan attaqua les membres d'Immortal et forma une alliance avec Sting.

## Matchs
| #                                                                                  | Matchs, | Stipulation | Temps |
| ---------------------------------------------------------------------------------- | --- | --- | ----- |
| 1                                                                                  | The Motor City Machine Guns (Chris Sabin et Alex Shelley) (c) def. Generation Me (Max et Jeremy Buck)                                                                                      | Tag team match pour le Championnat du Monde par équipe                                                                        | 12:54 |
| 2                                                                                  | Tara def. Angelina Love (c), Velvet Sky et Madison Rayne | Four Corners match pour le Championnat féminin des Knockout (avec Mickie James en arbitre spéciale)                           | 05:58 |
| 3                                                                                  | Ink Inc. (Jesse Neal et Shannon Moore) def. Eric Young et Orlando Jordan | Tag team match | 06:38 |
| 4                                                                                  | Jay Lethal (c) def .Douglas Williams | Match simple pour le Championnat X Division                                                                                   | 08:16 |
| 5                                                                                  | Rob Van Dam def. Abyss | Monster's Ball match | 12:58 |
| 6                                                                                  | Sting, Kevin Nash et D'Angelo Dinero def. Samoa Joe et Jeff Jarrett | Two on Three Handicap match                                                                                                   | 07:45 |
| 7                                                                                  | EV 2.0 (Tommy Dreamer, Raven, Rhino, Sabu et Stevie Richards, managés par Mick Foley) def. Fourtune (AJ Styles, James Storm, Kazarian, Matt Morgan et Robert Roode, managés par Ric Flair) | Lethal Lockdown | 23:38 |
| 8                                                                                  | Jeff Hardy def. Kurt Angle et Mr. Anderson | Three-Way No Disqualification match pour le Championnat du Monde poids-lourds (vacant). Si Angle perds, il se retire du catch | 18:37 |
| (c) – désigne le(s) champion(s) qui, en cas de match avec enjeu, défend son titre. | | |       |